# Michal Dobroň
Michal Dobroň (* 29. září 1979, Praha) je bývalý český hokejový obránce. Ve své kariéře působil mj. v Karlových Varech, Plzni a Spartě Praha, jejímž je odchovancem. Působil i ve Francii jako hrající asistent trenéra v týmu Brest Albatros Hockey.
Od roku 2018 nastupoval pravidelně jako hráč v A-týmu s číslem 91 za HC Poděbrady v Krajské soutěži. Dne 1. května 2019 podepsal smlouvu s hokejovým klubem z Poděbrad, kde touto smlouvou rozšířil trenérské řady tamního mužstva, převážně se věnoval tréninku mladších a starších žáků. V červnu roku 2020 podepsal novou smlouvu a stal se trenérem A-týmu za HC Poděbrady a touto smlouvou ukončil svou aktivní hráčskou kariéru.
V České extralize odehrál bezmála 600 zápasů. Na svém kontě má celkem 8 reprezentačních startů za českou hokejovou reprezentaci v letech 2002-2003 a 2003-2004.